# Чортківська міська територіальна громада
Чортківська міська громада — територіальна громада в Україні, в Чортківському районі Тернопільської області. Адміністративний центр — м. Чортків. 
Площа громади — 127,5 км², населення — 34 945 осіб (2020).
Утворена 24 грудня 2019 року шляхом приєднання Бичківської, Білівської, Росохацької та Скородинської сільських рад Чортківського району до Чортківської міської ради обласного значення.
19 лютого 2020 року до складу громади приєднались Горішньовигнанська та Пастушівська сільські ради Чортківського району.
19 липня 2020 року, в результаті адміністративно-територіальної реформи та ліквідації Чортківського району (1940—2020), увійшла до складу новоутвореного Чортківського району.

## Населені пункти
У складі громади 1 місто (Чортків) і 7 сіл:
- Бичківці
- Біла
- Горішня Вигнанка
- Пастуше
- Переходи
- Росохач
- Скородинці